# Mautern an der Donau
Mautern an der Donau este o localitate în Austria.

## Personalități
- Franz Xaver Riedel (1738-1773), filolog
- Anton Kerner von Marilaun (1831-1898), botanist